# كوهي أوياما
كوهي أوياما (باليابانية: 大山 恭平) (مواليد 22 مايو 1989)، هو لاعب كرة قدم ياباني سابق كان يلعب كمهاجم.

## وصلات خارجية
- كوهي أوياما على موقع رابطة كرة القدم اليابانية للمحترفين (اليابانية)
- كوهي أوياما على موقع Soccerway.com (الإنجليزية)